# Serra de Banat
La Serra de Banat és una serra de l'Alt Urgell situada entre els nuclis d'Estamariu i Bescaran (municipi de les Valls de Valira), amb una alçada màxima de 1.678 metres. La Serra de Banat ascendeix des d'Estamariu fins al Cap del Boix i marca els límits entre les conques del torrent dels Saltaders, a l'oest, i el torrent de les Feixes, a l'est, afluents en darrer terme de la conca del Segre.